# Llampaies
Llampaies es una localidad española del municipio de Saus, Camallera i Llampaies, perteneciente a la provincia de Gerona, en la comunidad autónoma de Cataluña.

## Toponimia
El nombre del lugar puede encontrarse referido con las grafías Llampayas y Llampaies.

## Historia
Hacia mediados del siglo XIX, el lugar, perteneciente por entonces al municipio de Saus, tenía contabilizados 86 habitantes. Aparece descrito en el décimo volumen del Diccionario geográfico-estadístico-histórico de España y sus posesiones de Ultramar de Pascual Madoz de la siguiente manera:

LLAMPAYAS: l. en la prov., part. jud. y dióc. de Gerona, aud. terr., c. g. de Barcelona, ayunt. de Saus: sit. en el llano del Ampurdan, con buena ventilacion y clima templado y sano; las enfermedades comunes son fiebres intermitentes. Tiene una igl. parr. (San Martin), servida por un cura de ingreso de provision real ordinaria. El térm. confina con Orriols, Camallera, Terradellas y Viladasens. El terreno es de secano, arcilloso, llano generalmente aunque con algunas colinas, plantadas de viñedo y olivar. Los caminos son locales, y se hallan en regular estado. El correo se recibe de Gerona. prod.: trigo, legumbres, vino y aceite, y caza de perdices, liebres y conejos. pobl.: 18 vec., 86 alm. cap. prod.: 1.681,200 rs. imp.: 42,030.
(Madoz, 1847, p. 479)

En 2006 el municipio de Saus cambió su nombre por el de Saus, Camallera i Llampaies, con el fin de «una mejor identificación de los tres núcleos de población que integran el municipio». En 2022, la entidad singular de población de Llampaies tenía empadronados 108 habitantes y el núcleo de población 91 habitantes.

## Patrimonio
En la localidad hay una iglesia bajo la advocación de San Martín.